# Gorący temat (program telewizyjny)
Gorący temat – program publicystyczny TVP2 nadawany w latach 2010-2011. Stanowił on uzupełnienie serwisu informacyjnego Panoramy.
Program ten prowadzili Przemysław Szubartowicz, Jan Ordyński i Magdalena Gałczyńska.

## Historia
Był nadawany w dni powszednie od 1 marca 2010 do 13 lipca 2011. Audycją miała formę rozmowy z gościem dnia. Zapraszani byli politycy, eksperci i znane osobistości życia publicznego. Od 28 lutego 2011 program był nadawany w nowym studiu i o nowej porze, po Panoramie Świat, około 16:15. 13 lipca 2011 po zakończeniu programu, którego gościem był Jerzy Owsiak, prowadzący audycję Przemysław Szubartowicz poinformował, że program został zdjęty z anteny.

### Wydania specjalne

#### Katastrofa polskiego Tu-154 w Smoleńsku(10–18 kwietnia 2010)
Po każdym specjalnym wydaniu Panoramy nadawane było specjalne wydanie Gorącego tematu ze wspomnieniami o ofiarach tej katastrofy.

#### Wręczenie nagród imieniaJana Nowaka-Jeziorańskiego(4 czerwca 2010)
W tym dniu nadane zostało specjalne wydanie programu. Gościem był Leszek Balcerowicz. Gorący temat tego dnia prowadził Jan Ordyński.

#### Katastrofa drogowa pod Nowym Miastem nad Pilicą(12 października 2010)
Gośćmi programu w tym dniu byli Maciej Wisławski i Adrian Furgalski, a prowadzącym Jan Ordyński. W czasie programu w tym dniu rozmawiano o bezpieczeństwie drogowym w Polsce.

#### Akcja ratownicza w kopalni miedzi i złota San José wChile(13 października 2010)
Cały "Gorący temat" z tego dnia został poświęcony tylko temu wydarzeniu. Gośćmi byli Krzysztof Mroziewicz i Tomasz Kozłowski, program prowadził Przemysław Szubartowicz.

### Niecodzienne sytuacje
- 29 listopada 2010 gość (którym miał być generał Gromosław Czempiński) nie dojechał do studia na czas. Mimo to program się odbył, ale bez rozmowy z zapowiadanym gościem. Tego dnia program prowadził Przemysław Szubartowicz.